# Chavot-Courcourt
Chavot-Courcourt ist eine französische Gemeinde mit 337 Einwohnern (Stand: 1. Januar 2022) im Département Marne in der Region Grand Est. Sie gehört zum Arrondissement Épernay und zum Kanton Épernay-2. 

## Geographie
Chavot-Courcourt liegt etwa drei Kilometer südlich von Épernay und 32 Kilometer südsüdwestlich von Reims. Umgeben wird Chavot-Courcourt von den Nachbargemeinden Vinay und Moussy im Norden, Monthelon im Osten und Südosten, Morangis im Süden und Südwesten sowie Brugny-Vaudancourt im Westen.

## Bevölkerungsentwicklung
| Jahr                       | 1962 | 1968 | 1975 | 1982 | 1990 | 1999 | 2006 | 2011 | 2018 |
| Einwohner                  | 249  | 267  | 313  | 321  | 311  | 369  | 378  | 373  | 338  |
| Quellen: Cassini und INSEE |      |      |      |      |      |      |      |      |      |

## Sehenswürdigkeiten
- Kirche Saint-Martin in Chavot, 1108 erbaut, Monument historique seit 1942

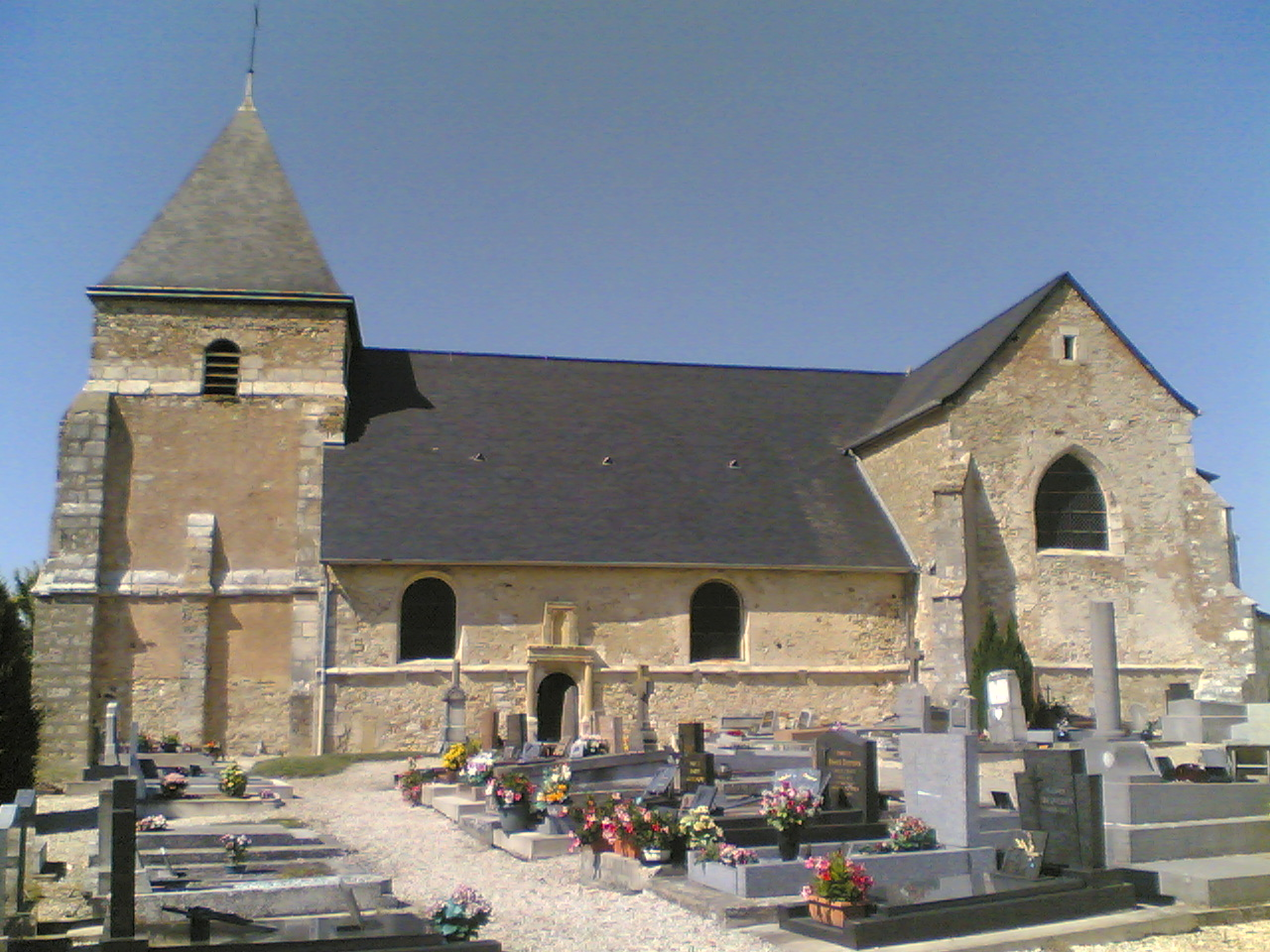
Kirche Saint-Martin